# Aiasz (Oileusz fia)

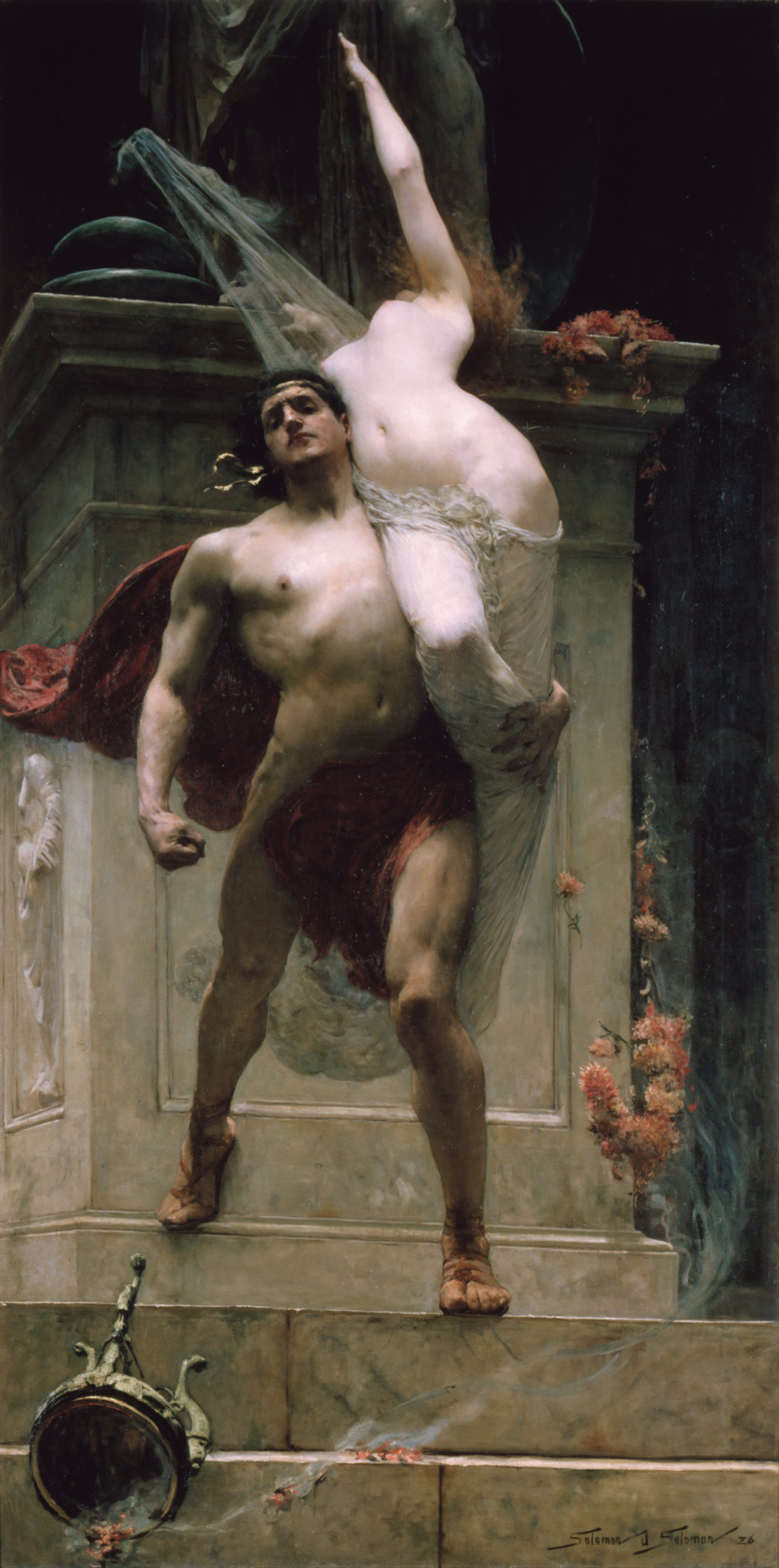
Aiax és Kasszandra – Solomon Joseph Solomon műve, 1886

Aiasz (görög betűkkel Αἴας, latinos névformája Aiax) görög mitológiai alak, a „kis Aiasz” („Nagy Aiasz” a trójai mondakör másik alakja).
Aiasz Oileusz lokriszi király fia, aki kiváló dárdahajító volt, és részt vett Trója ostromában. Nagy Aiasszal szemben ő kicsiny termetű volt, s tagja volt a faló belsejében helyet foglaló különítménynek. A vár elestekor elhurcolta és megerőszakolta a Pallasz Athéné templomába menekült Kasszandrát. Az istennő emiatt akadályozta a  görögök hazaindulását, és ezért a társai meg is akarták ölni. Végül – hajótörése után –  Poszeidón ölte vízbe Euboiánál. A Kasszandra elleni erőszakot több művészeti alkotás is megörökíti: például Alkaiosz költeménye, vagy Rubens és Solomon festménye.